# Yann Candele
Yann Candele (* 11. März 1971 in der Normandie, Frankreich) ist ein kanadischer Springreiter.

## Werdegang
Im Alter von zehn Jahren begann Candele zu reiten. Als Junior war er zweimal Teammitglied der französischen Mannschaft bei den Europameisterschaften dieser Altersklasse. Nach dem Abschluss der Schullaufbahn ging er nach Japan um für Katsumi Yoshida zu arbeiten. Hier gewann er in der Saison 1991/1992 die Japanliga des FEI-Weltcups im Springreiten. Aufgrund der Quarantänevorschriften konnte er jedoch nicht am Weltcupfinale teilnehmen.
Danach kehrte er nach Frankreich zurück, um dort den Wehrdienst abzuleisten, den er in einer Kavallerieeinheit bestritt. Nachfolgend arbeitete er, wieder in der Normandie, für Jean-Pierre Vilaut. 1999 zog er nach Nordamerika und arbeitete nach einer zweiwöchigen Probezeit bei Weltklassereiter Eric Lamaze. Zwei Jahre später bestritt er beim CSIO Calgary erstmals einen Nationenpreis.
2007 machte er sich in Caledon (Ontario) selbständig. Ein Jahr danach nahm er die kanadische Staatsbürgerschaft an.
Seine erste Teilnahme an einem internationalen Championat der Reiter hatte Candele im Jahr 2010. Bei den Weltreiterspielen in Lexington wurde er mit Pitareusa 71. in der Einzelwertung und erreichte Rang fünf mit der Mannschaft. Von 2010 bis 2013 wurde Candele vier Mal in Folge kanadischer Meister.
Bei den Panamerikanischen Spielen 2015 in Toronto war er mit Showgirl Teil der kanadischen Equipe, die die Mannschaft-Silbermedaille gewann.
Mit der Springreiterin Jennifer Wallace hat er zwei Söhne.